# Minakami Taisei
Minakami Taisei (japanisch 水上 泰生, Vorname eigentlich Yasuo gelesen; geboren 24. Oktober 1877 in Fukuoka (Präfektur Fukuoka); gestorben 21. Februar 1951 in Tokio) war ein japanischer Maler der Nihonga-Richtung.

## Leben und Werk
Minakami Taisei begann 1901 ein Nihonga-Studium an der „Tōkyō bijutsu gakkō“ (東京美術学校), einer der Vorläufereinrichtungen der heutigen Universität der Künste Tokio. Nach seinem Abschluss 1906 bildete er sich unter Terasaki Kōgyō weiter. Er stellte schon bald Bilder auf den Ausstellungen der „Nihon Kaiga Kyōkai“ (日本絵画協会), der „Nihon Bijutsuin Rengo Kyōshinkai“ (日本美術院連合共進会), der „Bijutsu Kenseikai“ (美術研精会) und an anderen Stellen aus.
1913 konnte er auf der 7. „Bunten“ zum ersten Mal ein Werk zeigen. Es waren ein Paar sechsteiliger Stellschirme „Kinka“ (桐花) – „Paulownien“. Auf der 8. „Bunten“ zeigte er das sechsteilige Stellschirmpaar „Ryūkyū no hana“ (琉球の花) – „Blumen der Ryūkyū-Inseln“, auf der 9. „Karafuto no natsu“ (樺太の夏) – „Sachalin im Sommer“, wobei er jedes Mal mit einem 3. Preis ausgezeichnet wurde. Er zeigte weiterhin Werke auf der „Bunten“, der „Teiten“ und der „Shin-Bunten“.
1919 schloss sich Minakami mit Gleichgesinnten zur Künstlergemeinschaft „Josuikai“ (如水会) zusammen. Er wirkte zudem als Mitglied der reorganisierten „Nihongakai“ (日本画会). 1926 wurde er Mitglied des „Teiten“–Organisationskomitees. 1931 war er auf der  Ausstellung japanische Malerei in Berlin zu sehen.
Minakami ist bekannt für seine zeichnerisch sorgfältig gestalteten „Blumen-und-Vögel“-Bilder, für die „Kachōga“ (花鳥画).

## Weblink (Bilder)
- 池心游々  – „Umherschwimmen, mitten im Teich“（1942）